# Année de l'Hégire
Cet article concerne le calendrier musulman. Pour la migration à Médine, voir Hégire.
L'année de l'Hégire ou année hégirienne, abrégée AH (en latin : Anno Hegirae, « en l'Année de l'Hégire »), est le système de numérotation des années (ou ère calendaire) utilisé dans le calendrier musulman. L'année moyenne exacte dure 354,3670666667 jours, soit 354 jours 8 heures 48 minutes et 34,56 secondes. Dans ce calendrier, la conjonction lune/soleil ne peut avoir lieu que le vingt-neuvième jour du mois finissant. Dans le cas où la lune est invisible, un trentième jour est ajouté au mois en cours et le surlendemain correspondra au premier jour du mois suivant.

## Un calendrier lunaire
Le jour du calendrier musulman ne s'entend pas comme une période fixe de 24 heures. Il est défini comme étant la période séparant le coucher de soleil du jour A de l'événement identique du jour B, soit le lendemain. Le jour lunaire a une durée pouvant être supérieure à 24 heures d'une minute et 30 secondes à la croissance des jours et être au contraire inférieure au jour solaire lorsque les jours décroissent. 
Avec un calendrier de 12 mois comptant au total 354 jours, un retard de 11 jours se ferait tous les trente ans hégiriens par rapport à la durée réelle des 360 lunaisons effectuées pendant  ces trente ans (0,367066666×30 =11,012). Afin d'ajuster le calendrier au cycle naturel des saisons, onze années de 355 jours ont  été réparties dans le cycle de trente ans.
L'année compte par conséquent 354 jours (lorsque l'année est commune, au nombre de 19) ou 355 jours (lorsque l'année est abondante, au nombre de 11). Celle-ci intervient tous les trois ans, rythme parfois écourté à deux ans pour établir un compte conforme. Le jour supplémentaire est alors ajouté à la fin du dernier mois de l'année, le mois dhou al-hijja, qui aura 30 jours au lieu de 29 habituellement. Le système est précis car la durée moyenne annuelle ainsi obtenue se rapproche fort de l'année vraie moyenne, c'est-à-dire avec une différence  annuelle de seulement 34,56 secondes.  L'année de l'Hégire dure environ onze jours (10,875 124 jours exactement) de moins qu'une année solaire (365,242 190 jours). L'année hégirienne est divisée en 12 mois ayant chacun une durée moyenne de 29 jours 12 heures 44 minutes et 2,88 secondes. Le cycle actuel a commencé le 1er muharram 1441, soit le 1er septembre 2019. Il se terminera le 29 dhu al-hijja 1470, soit le 8 octobre 2048. Il est établi selon l'algorithme suivant :
- 2, 5, 7, 10, 13, 16, 18, 21, 24, 26, et 29 .

Cette version est la plus commune, mais il en existe d'autres. L'algorithme  indique la position d'une année abondante dans la période de trente ans. Le retard annuel de 34,56 secondes nécessitera l'ajout d'une journée supplémentaire en l'an 2500 de l'Hégire (86400 sec/34,56 sec=2500).

## Définition
Le début du calendrier musulman renvoie à  l'Hégire (arabe : هِجْرَة hijra : exil, émigration, séparation), c'est-à-dire l'émigration de Mahomet et de ses compagnons vers la ville de Médine en 622, année historique qui  inaugure aussi l'ère musulmane, également appelée ère de l'Hégire. En arabe, AH est symbolisé par la lettre hâ' / هـ (en forme initiale, et non pas isolée ه). L'année 2024, par exemple, correspond aux années hégiriennes 1445-1446.
Les concepteurs du calendrier islamique ont choisi cette année comme l'année de départ de la numérotation des années qui reçoit l'appellation « première année de [l'ère] de l'Hégire ». Cela se traduit en latin par Anno Hegirae 1, c'est-à-dire « en l'an 1 de l'Hégire ». En latin, anno est le cas ablatif du mot annus, année, et Hegirae, le génitif de Hegira. L'expression est abrégée AH, et le numéro d'année suit en principe l'abréviation : AH 1. Mais on trouve aussi communément 1 AH. En arabe, l'indication de l'année hégirienne se note au moyen de la lettre « هـ - hāʾ », première lettre du mot arabe : سَنَة هِجْرِيَّة (sana hijriyya - année hégirienne). On obtient ainsi, par exemple: 10 هـ (en l'an 10 de l'Hégire).
Le premier jour de l'an 1 de l'Hégire correspond au 16 juillet 622, noté « 1er mouharram » tandis que l'Hégire aurait eu lieu, selon les traditionnistes musulmans, quelque deux mois plus tard, le 8 de rabî`a al Awal (22 septembre 622). Khasayar Hazmoudeh indique que les partisans de Mahomet « quittèrent La Mecque à la fin de l'été 622 »; et selon Ibn Hishâm, ils arrivent le 24 septembre (12 rabi al-awal 1) à Quba', un lieu situé à la lisière de  l'oasis de Yathrib ,. D'après le professeur Muhammad Hamidullah, l'exode du Prophète à Yathrib (future Médine) eut lieu le dimanche 21 mars 622 (1 muharram de l'an 1 de l'Hégire) et l'arrivée à Médine le lundi 31 mai 622 (12 rabi al-auwal de l'an 1 AH). L'auteur explique que la divergence de dates provient d'une méconnaissance de la méthode d'intercalation (ajout d'un mois supplémentaire). 
Par la suite, c'est sous le califat de Omar ibn al-Khattab que le premier jour de l'année lunaire où cette émigration eut lieu devint le point de départ de l'ère musulmane et par là même du calendrier hégirien. Seize années complètes se sont alors écoulées depuis l'Hégire et une dix-septième est en cours lorsque le calife Omar décide après concertation avec son conseil, la Choura, de prendre l'Hégire  pour point de départ d'un nouveau calendrier. La date  de l'Hégire, le 16 juillet 622, du moins celle définie a posteriori par les historiens, devient le 1er muharram de l'an 1. Et l'année de la création du calendrier devient l'an 17 de l'Hégire. Autrement dit, c'est l'année de l'hégire et non pas l'hégire elle-même qui a marqué le début de l'ère musulmane. Cela marque, chez Omar, la volonté de créer une nouvelle ère et il n'est pas non plus impossible que cela reprenne la coutume connue ailleurs de dater en fonction d'un règne.

## Une appellation tardive
Avec les premiers documents faisant mention d'une date, « L'un des écueils réside dans le fait que si ces documents indiquent irréfutablement l'utilisation d'un nouveau calendrier, ils ne précisent nullement qu'il s'agisse du calendrier hégirien dans son acception définitive, même si le raccourci est tentant ». Ainsi, Imbert identifie les graffiti donnant une date sous la forme « en l'an 24 », comme étant le calendrier de l'Hégire. Pourtant, cette ère musulmane est restée longtemps sans nom particulier.
Le terme hijra n'apparait que tardivement, en 977 pour la première attestation épigraphique et sa date d'apparition dans les colophons est inconnue. Un manuscrit, fini de copié en 989, évoque « l'hégire des Arabes » (hiǧrat al-ʿarab) et un autre de 1314 « l’hégire arabe », ce qui créait une ambiguïté sur l'interprétation comme l'Hégire de Mahomet. Les inscriptions grecques des VIIe et VIIIe siècles évoquent, par exemple, l'ère nouvelle selon le terme « année des Arabes ». De même, les sources syriaques ne rattachent pas l'ère arabe au déplacement de Mahomet.
La seule ère ancienne identifiée en arabe est connue par deux papyrus égyptiens (datant de 662-3 et 676-7) : sanat qaḍā’ al-mu’minīn, ce que Ragib traduit par « juridiction des croyants » et qui semble être une « ère lunaire à mois solaires qui associait la chronologie musulmane au calendrier copte » à des fins de perception d'impôts. Cette traduction a fait débat. Fred Donner (en) le traduit par « ère des croyants ». Shaddel montre, à partir de chroniques anciennes, que cette formule est construite comme une date de règne de Mahomet comme chef de guerre. Elle pourrait être liée davantage à la fondation d'une communauté qu'à l'Hégire, même si ces deux faits sont chronologiquement contemporains. Pour Tillier et Vanthieghem, en 2019, la découverte de nouveaux documents renforce le point de vue de Ragib. Ces auteurs préfèrent l'hypothèse selon laquelle « c'était un nom du calendrier impérial officiel, qui à l'origine pouvait ne pas faire référence à l'exode vers Médine de Mahomet, mais plutôt vers l'affirmation de sa souveraineté suite au traité d'al-Ḥudaybiyya ».
Pour Crone[source insuffisante], ce n'est que quelques générations plus tard que l'Hégire va acquérir de l'importance et devenir le point de départ du calendrier. Cette identification du point de départ du calendrier avec l'Hégire pourrait, pour Donner, être une « coranisation » du vocabulaire potitico-administratif à l'époque des marwanides. Elle illustre l'importance prise par cet événement et la volonté d'associer a posteriori à Mahomet la nouvelle pratique de datation.